# さんふらわあ ぴりか
さんふらわあ ぴりか（英：SUNFLOWER PIRCA）は、商船三井さんふらわあが運航するフェリー。

## 概要
商船三井フェリー時代の2022年に大洗-苫小牧航路深夜便「さんふらわあ しれとこ」「さんふらわあ だいせつ」の代替船を発注し、内海造船因島工場で建造。2025年7月18日、苫小牧発便より就航。
船名はアイヌ語で「美しい」「綺麗」「豊か」を意味する「ピリカ」に因み、地域や人を末永く結び明るく美しい未来を照らし続ける存在となることを願った物とし、進水式ではホクレン農業協同組合連合会代表理事会長の篠原末治が命名を行った。

## 船内
客室
- コンフォートS
  - シングル（1名×42室）
  - バリアフリーシングル（1名×2室）
  - ツイン（2名×4室）
  - バリアフリーツイン（2名×3室）
- スーペリアウィズペットインサイド（2-3名×8室）

公室
- 案内所
- 展望浴場・サウナ
- プロムナード
- ショップ
- キッズスペース
- リラックススペース
- ソファ席
- 自動販売機コーナー
- フィットネスルーム
- ペットルーム
- ドッグラン

## 事故・インシデント
- 2025年7月19日午前11時30分頃、大洗港から苫小牧港へ向かっていた本船は岩手県魹ヶ崎沖にてクジラと見られる海洋生物と接触。予定通り苫小牧港に入港したもののスタビライザーの不具合が認められ修繕を行うこととし運休[10]、7月24日苫小牧発便より運航を再開[11]。